# Фаненштиль, Герман Иоганн
Герман Иоганн Фаненштиль (нем. Hans Hermann Johannes Pfannenstiel; 28 июня 1862 — 3 июля 1909) — немецкий гинеколог, родился в Берлине.
В 1885 году получил докторскую степень в Берлине, впоследствии работал в больнице помощником в Познани. Позже переехал в Вроцлав, где в 1896 году стал адъюнкт-профессором. В 1902 году он был назначен заведующим кафедрой акушерства и гинекологии в университете Гисена пять лет спустя он достиг аналогичной должности в Кильском университете.
С 1891 года он был секретарем Немецкого общества гинекологии (нем. Deutsche Gesellschaft für Gynäkologie). С 1896 года — соредактор «Архивов Гинекологии» («Archiv für Gynäkologie»).
Среди его самых известных публикаций были работы по яичниковой патологии, маточной опухоли, формирование карциномы после овариетомий. В 1908 году он стал первым врачом, который дал исчерпывающее описание семейной желтухи новорожденных.
Фаненштиля часто вспоминают как оперирующего гинеколога, в честь которого получил название одноименный разрез — «разрез по Фаненштилю», поперечный разрез, который широко используют в хирургии органов таза и по сей день. Он издавал свою газету в 1900 году, где описал 51 случай использования указанного разреза, назначение которого заключалось в уменьшении риска возникновения послеоперационной грыжи, и также указывал на косметически лучшие результаты.
На 3 июля 1909 года в возрасте 47 лет, Фаненштиль умер от сепсиса (заражения крови) после ранения пальца во время операции по поводу лечения тубоовариального абсцесса.